# Neon Bible

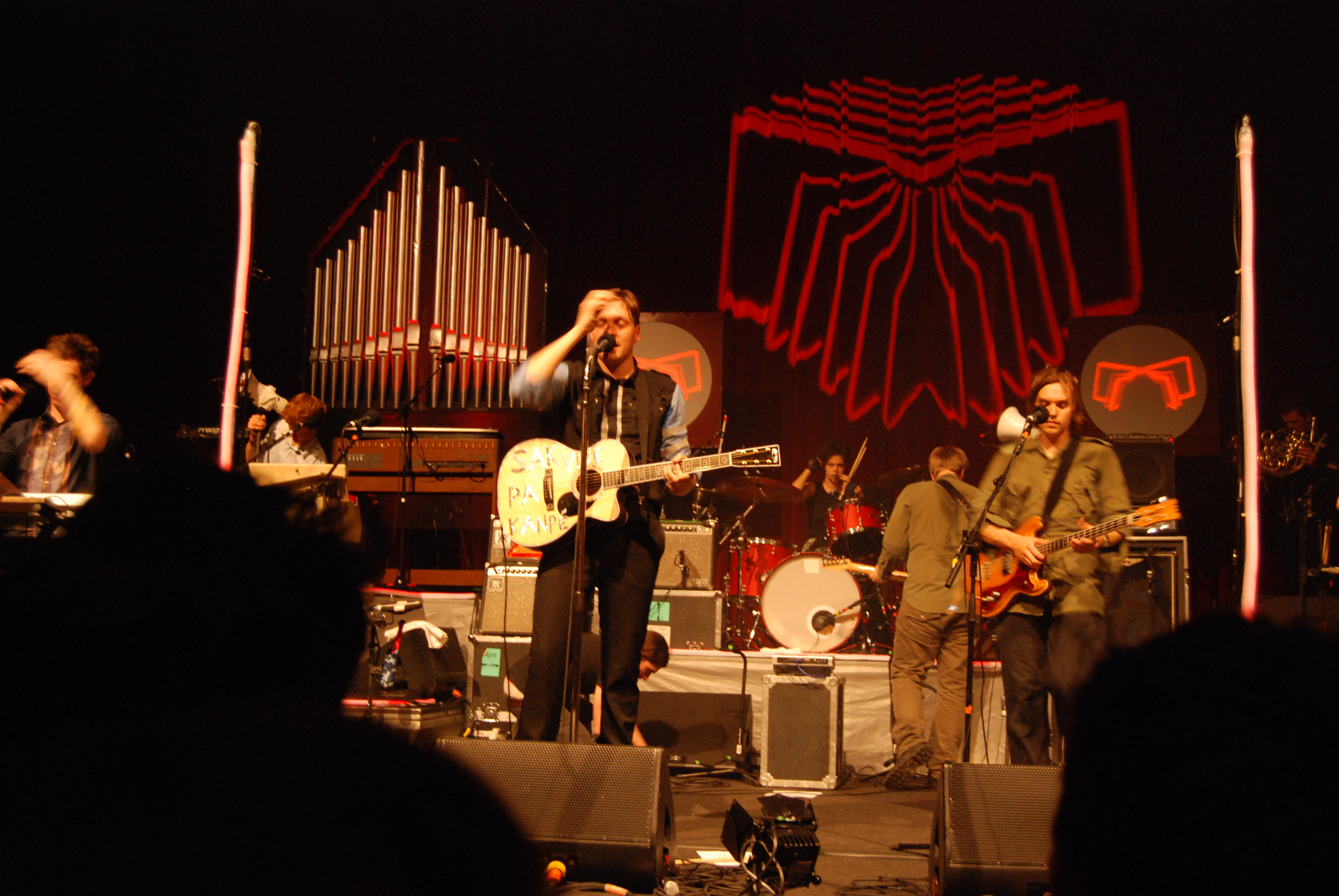
The Arcade Fire auf einem Konzert 2007 – als Bühnenhintergrund das Artwork von Neon Bible

Neon Bible ist das zweite Album der kanadischen Indie-Rock-Band Arcade Fire. Es erschien am 5. März 2007 in Europa und einen Tag später in den USA. Es erreichte Platz 2 der britischen und US-amerikanischen Albumcharts; in Kanada und Irland sogar Platz 1.
Aufgenommen wurde das Album größtenteils im Petite Église, einer ehemaligen Kirche im kanadischen Farnham, die die Band kaufte und zum Tonstudio umbaute.

## Produktion
Nach der Veröffentlichung von Funeral (2004), das in einem Dachbodenstudio namens Hotel2Tango aufgenommen wurde, entschied sich Arcade Fire, dass ein dauerhafter Aufnahmeort erforderlich war. Nach ihrer Tour kaufte die Band die Petite Église in Farnham, Quebec. Die Petite Église, die zum Zeitpunkt des Kaufs als Café genutzt wurde, war einst eine Kirche und ein Freimaurertempel. Nachdem die Renovierung der Kirche abgeschlossen war, nahm die Band in der zweiten Hälfte des Jahres 2006 einen Großteil des Albums auf. Michael Pärt produzierte zusätzliche Aufnahmen in Budapest, wobei er das Budapest Film Orchestra und einen Militär-Männerchor aufnahm.
Nachdem die Band den größten Teil des Albums selbst produziert hatte, entschloss sie sich, das Mixen einer externen Personalie zu überlassen. Tracks wurden an mehrere bekannte Mixer / Produzenten geschickt, um mit ihnen zu experimentieren. Nachdem sie entschieden hatten, dass sie die Ideen von Nick Launay am besten mochten, lud die Band ihn in ihr Studio ein, um an den Songs weiterzuarbeiten. Einen Monat lang arbeitete Launay mit dem Ingenieur und Co-Produzenten des Albums, Marcus Strauss, an der Mischung der einzelnen Songs. Die Band bewertete regelmäßig ihre Fortschritte. In einem Interview mit HitQuarters beschrieb Launay den Mischprozess als „verspielte Sache“.

## Rezensionen
Neon Bible erhielt, ebenso wie das Vorgängeralbum Funeral, das der Band internationale Bekanntheit verschaffte, hervorragende Kritiken. So gab zum Beispiel das Magazin Q dem Album volle Punktzahl und kürte es zudem zum Album des Jahres 2007. Allmusic gab vier von fünf Punkten, Pitchfork Media 8,4 von 10. Im NME und Rolling Stone erhielt das Album jeweils den vierten Platz der Album des Jahres 2007-Liste. Auch bei Metacritic erhielt das Album mit 87 % eine gute Note.
Zudem erhielt das Album die Juno Awards für das beste Alternative Album of the Year und das CD/DVD Artwork Design of the Year; das Cover hatten Tracy Maurice und François Miron gestaltet.

## Titelliste
1. Black Mirror – 4:13
2. Keep the Car Running – 3:29
3. Neon Bible – 2:16
4. Intervention – 4:19
5. Black Wave/Bad Vibrations – 3:57
6. Ocean of Noise – 4:53
7. The Well and the Lighthouse – 3:56
8. (Antichrist Television Blues) – 5:10
9. Windowsill – 4:16
10. No Cars Go – 5:43
11. My Body Is a Cage – 4:47

## Singles
Black Mirror wurde am 22. Januar 2007 als Download veröffentlicht. Als erster Tonträger erschien die Single Keep the Car Running in Großbritannien am 19. März 2007 und in den USA am 8. Mai 2007. Der Song erreichte Platz 56 der britischen Singlecharts. Es folgten Intervention (UK: 21. Mai 2007 bzw. USA: 10. Juli 2007) und No Cars Go (6. August 2007), die jedoch keine vorderen Chartplatzierungen erreichten.

## Artwork
Das Artwork für das Album ist ein Foto eines zwei Meter langen Neonschilds, das die Band während der Tournee in Auftrag gegeben hat. Auf dem für das Cover verwendeten Foto ist eine beleuchtete Bibel mitten im Flimmern gefangen. Der Rolling Stone nannte das Artwork eines der fünf besten des Jahres. Tracy Maurice und François Miron gewannen den Juno-Preis für das beste CD / DVD-Artwork des Jahres. Frontmann Win Butler gab in einem Interview an, dass der Albumtitel davon herrührt, dass er sich besonders für das Bild interessierte und nicht für den Roman The Neon Bible von John Kennedy Toole.

## Kommerzieller Erfolg

### Chartplatzierungen
| ChartsChartplatzierungen       | Höchstplatzierung | Wochen |
| ------------------------------ | ----------------- | ------ |
| Deutschland (GfK)              | 11 (7 Wo.)        | 7      |
| Österreich (Ö3)                | 25 (4 Wo.)        | 4      |
| Schweiz (IFPI)                 | 23 (9 Wo.)        | 9      |
| Vereinigte Staaten (Billboard) | 2 (17 Wo.)        | 17     |
| Vereinigtes Königreich (OCC)   | 2 (31 Wo.)        | 31     |

| ChartsJahrescharts (2007)    | Platzierung |
| ---------------------------- | ----------- |
| Vereinigtes Königreich (OCC) | 67          |

### Auszeichnungen für Musikverkäufe
| Land/Region                  | Auszeichnungen für Musikverkäufe (Land/Region, Auszeichnung, Verkäufe) | Verkäufe |
| ---------------------------- | ---------------------------------------------------------------------- | -------- |
| Australien (ARIA)            | Gold                                                                   | 35.000   |
| Irland (IRMA)                | 2× Platin                                                              | 30.000   |
| Kanada (MC)                  | Platin                                                                 | 100.000  |
| Vereinigtes Königreich (BPI) | Platin                                                                 | 300.000  |
| Insgesamt                    | 1× Gold · 4× Platin ·                                                  | 465.000  |

## Trivia
- „My Body is a Cage“ wurde in einem TV-Spot für den Film Der seltsame Fall des Benjamin Button gezeigt.[17]
- Peter Gabriels Cover von „My Body is a Cage“ wurde in einer Folge Dr. House, dem Videospiel Assassin’s Creed III und dem Trailer für John Carter verwendet.[18]
- Der Name der dystopischen Fernsehserie Black Mirror ist teilweise von dem gleichnamigen Titel von Neon Bible inspiriert.[19] Der Begriff „schwarzer Spiegel“ bezieht sich auf die dunkle Reflexion eines Betrachters, die von einem Fernseh- oder Smartphonebildschirm wiedergegeben wird.